# Pistolet Frommer M1910
Frommer M1910 – austro-węgierski pistolet samopowtarzalny skonstruowany przez Rudolpha Frommera.

## Historia konstrukcji
Pierwszy pistolet Rudolpha Frommera powstał w 1901 roku. Była to broń działająca na zasadzie długiego odrzutu lufy, zasilana ze stałego magazynka o pojemności 10 naboi kalibru 8 mm (nabój 8 × 19 mm Roth-Steyr). Pistolet M1901 był testowany przez kilka armii, ale z powodu skomplikowanej konstrukcji żadna armia nie wprowadziła go do uzbrojenia.
W 1906 roku Frommer zaprojektował ulepszoną wersję swojego pistoletu. poza zmianami które miały ułatwić produkcję zmieniono także kaliber broni. Frommer M1906 był zasilany amunicja 7,65 mm Frommer (inna nazwa 7,65 mm Roth Sauer). Wymiarowo była ona zbliżona do 7,65 mm Browning, ale posiadała krótszą łuskę.
Pistolet M1906 był produkowany w krótkich seriach, ale skomplikowana konstrukcja i nietypowy nabój sprawiał, że  produkcja była minimalna. początkowo M1906 był zasilany ze stałego magazynka podobnie jak M1901, ale ostatnie serie były już wyposażone w magazynek wymienny.
W 1910 roku rozpoczęto produkcję pistoletu Frommer M1910. Różnił się on od M1906 zastosowaniem chwytowego bezpiecznika. Produkcję pistoletu M1910 zakończono na przełomie 1910 i 1911 roku w związku ze skoncentrowaniem się zakładów FÉG na produkcji pistoletów Roth-Steyr dla austro-węgierskiej kawalerii.
Liczba wyprodukowanych pistoletów M1910 jest trudna do oszacowania. Numery seryjne znanych egzemplarzy zawierają się w zakresie 700–10 000, więc prawdopodobnie powstało nie więcej niż 3000 tych pistoletów.

## Opis

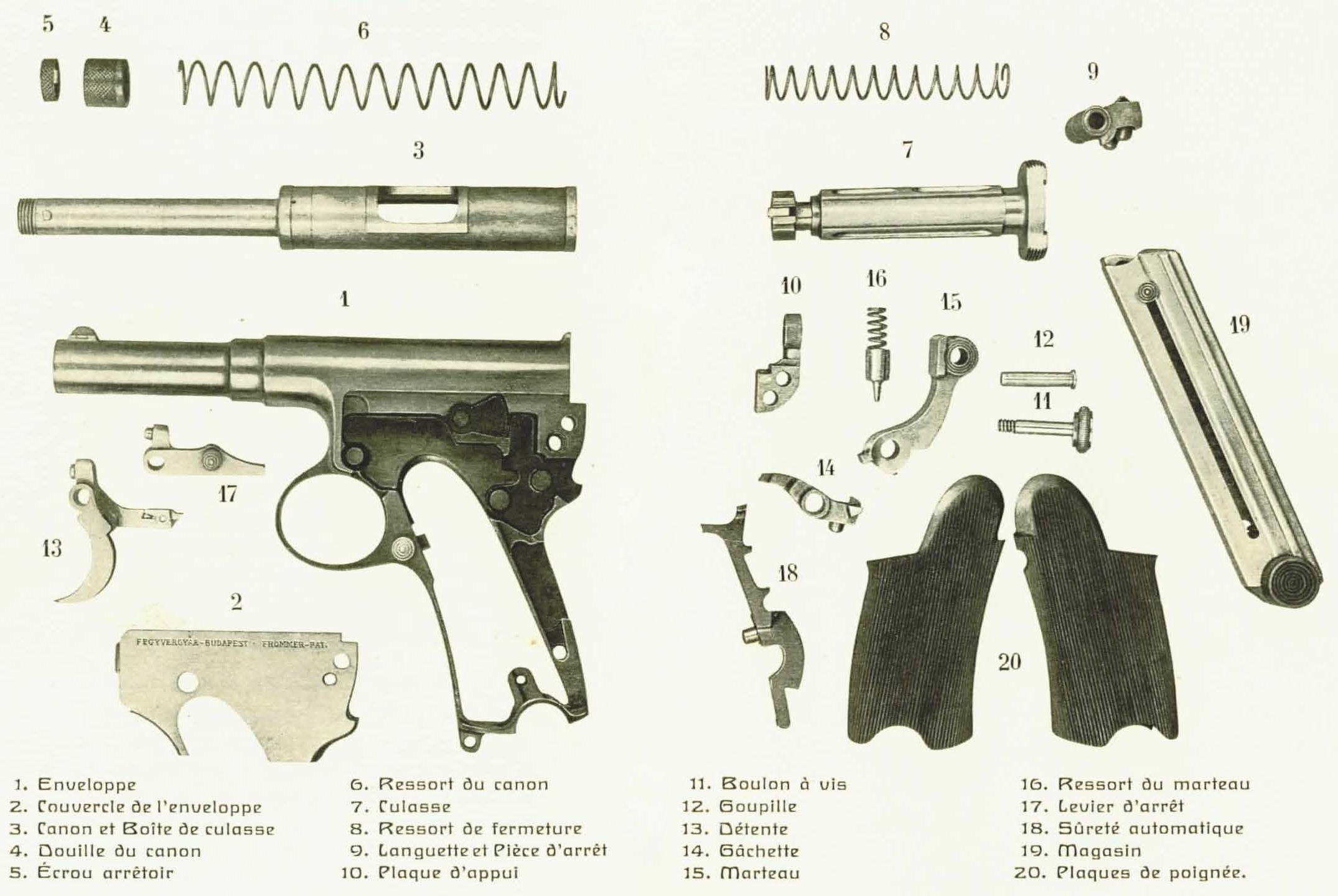
Części pistoletu Frommer M1910.

Frommer M1910 był bronią samopowtarzalną, działającą na zasadzie długiego odrzutu lufy. Zamek ryglowany przez obrót lufy. Mechanizm uderzeniowy kurkowy, mechanizm spustowy bez samonapinania.
M1910 był zasilany z wymiennego, jednorzędowego magazynka pudełkowego o pojemności 7 naboi, umieszczonego w chwycie.
Lufa gwintowana, posiadała pięć bruzd prawoskrętnych.
Przyrządy celownicze mechaniczne, stałe (muszka i szczerbinka).